# Великі очікування (фільм, 2022)
Великі очікування (фр. De grandes espérances) – психологічний триллер режисера Сільвена Десклу, вперше представлений 27 серпня 2022 року на фестивалі франкомовного кіно в Ангулемі.

## Сюжет
Влітку 2019 року молода пара Мадлен та Антуан, прихильники соціалістичних поглядів,  відпочивають на Корсиці, готуючись до іспитів у Національну школу адміністрації з подальшим наміром працювати на державній службі, підтримуючи та запроваджуючи соціальні реформи.
Подорожуючи островом вони стають учасниками конфлікту з невідомим, що виник внаслідок непорозуміння на дорозі. В ході суперечки невідомий, погрожуючи Антуану рушницею, починає його бити, відштовхуючи Мадлен, яка спробувала зупинити бійку. В свою чергу Мадлен бере рушницю незнайомця та випадково вбиває його. 
Залишивши незнайомця на дорозі, Мадлен та Антуан тікають з місця пригоди. Мадлен налаштована повідомити поліцію, але Антуан з цим не погоджується та ховає рушницю.
Вони кожен по своєму переживають дану ситуацію та Антуан, не попередивши Мадлен, раптово виїжджає у США для навчання та набуття досвіду роботи у політиці.
Мадлен починає працювати у команді Габрієль, міністра труда, яка намагається запровадити соціальні реформи.
Після повернення зі США, Антуан працює у політичного опонента Габрієль. Він намагається відновити стосунки із Мадлен, але отримавши відмову починає її шантажувати. 
Через деякий час Антуан звертається до поліції із заявою про вбивство, скоєне Мадлен. Її арештовують, але вона, використовуючи наявні факти та заперечуючи своє перебування на місці конфлікту, змінює ситуацію, переводячи підозру у вбивстві на Антуана. 

## Сприйняття
В цілому фільм отримав позитивні відгуки. Так, за оцінкою видання Sortir a Paris, «Великі очікування» «перш за все, це справжній політичний трилер з усім, що з цього випливає...».

## Номінації та нагороди
- У 2022 році Марк Барбе отримав приз глядацьких симпатій на фестивалі Жана Карме  за кращу роль другого плану у фільмі[6];
- У 2024 році фільм був представлений до нагороди премією Сезар у категорії найперспективніша актриса (Ребекка Мардер)[7].